# Theodor Maximilian Georg Goetz
Theodor Maximilian Georg Goetz, auch Götz, Götze oder Goetze (geb. 12. Januar 1779 in Weimar; gest. 24. Mai 1853 ebenda), war ein deutscher Maler, Zeichner und Kupferstecher.
Goetz war seit den 1790er Jahren als Kupferstecher für das Landes-Industrie-Comptoire des Friedrich Justin Bertuch tätig. Er wurde speziell für das Stechen von Landkarten ausgebildet. Er stach aber auch Tiere. Er wurde 1824 durch Ludwig Froriep entlassen, als er bei einem Säugetier die fünfte Zehe vergessen hatte. Goetz machte sich daraufhin selbstständig und wurde bekannt durch seine Galerie merkwürdiger und interessanter, origineller und komischer Menschen im Weimar der Goethezeit. Er war zudem Mitarbeiter an der Topographisch-Militärischen Karte von Teutschland (1807–1831). Außerdem schuf Goetz zahlreiche Atlasblätter bzw. Pläne von Weimar. Im Jahre 1816 erhielt er das Weimarer Bürgerrecht.
Von Goetz ist u. a. eine Zeichnung des Baumeisters und Hofjägers Anton Georg Hauptmann (* 1735; † 1803) überliefert. Überhaupt sind bei der Klassikstiftung Weimar viele Stiche von Goetz vorhanden.